# 라몐
라몐(중국어 간체자: 拉面, 정체자: 拉麵)은 납면으로 만든 중국의 국물국수 요리이다. 유사한 이름을 지닌 일본의 국수 요리인 라멘은 이 음식에서 기원하였다.